# Murtala Muhammed International Airport
Murtala Muhammed International Airport is een luchthaven in Nigeria, bij de stad Lagos. Vroeger heette de luchthaven Lagos International Airport, dat werd later gewijzigd in een verwijzing naar Murtala Muhammed, een voormalig staatshoofd van Nigeria. Het is een belangrijke luchthaven voor menig Nigeriaanse luchtvaartmaatschappij zoals Air Peace, Dana Air en Arik Air. De luchthaven behoort tot de drukste in Afrika. In 2017 gebruikten 6.367.478 passagiers de luchthaven.

## Geschiedenis
Rond 1990 waarschuwde de FAA dat de veiligheid op de luchthaven niet voldeed aan de daarvoor gestelde eisen. Dat ging zo ver dat de FAA in 1993 besloot om alle vluchten vanuit de Verenigde Staten naar Lagos stop te zetten, waardoor de luchthaven veel minder passagiers kreeg, en dus minder inkomsten. De problemen werden vooral veroorzaakt door criminelen die passagiers beroofden, lastigvielen of soms zelfs molesteerden. Ook werden er veel vliegtuigen op de grond gekaapt, de lading werd dan meegenomen door de kapers. Ook gebeurde het dat vliegtuigkapers een aanslag wilden plegen op een stad in Europa of Amerika. Veel reisorganisaties lieten hun passagiers daarom gebruikmaken van de luchthaven Kano. Dat kostte de luchthaven nog meer passagiers.
Vanaf 1998 nam de overheid maatregelen tegen de criminaliteit in en om de luchthaven. De FAA merkte dat ook op en hervatte, na zes jaar, de vluchten vanuit Amerika naar Lagos.
Later werd er nog meer verbeterd op de luchthaven, bijvoorbeeld de zekerheid dat de bagage niet gestolen wordt door het personeel, de airconditioning werd verbeterd en de infrastructuur rond de luchthaven boekte vooruitgang. Er werden ook belastingvrije winkels geopend.

## Statistieken
| Jaar | Passagiers | % Toename | Vracht (in tonnen) | Totale vliegbewegingen |
| ---- | ---------- | --------- | ------------------ | ---------------------- |
| 2003 | 3,362,464  | -%        | 51.826             | 62.439                 |
| 2004 | 3,576,189  | 6%        | 89.496             | 67.208                 |
| 2005 | 3,817,338  | 6,3%      | 63.807             | 70.893                 |
| 2006 | 3,848,757  | 0,8%      | 83.598             | 74.650                 |
| 2007 | 4,162,424  | 7,5%      |                    | 81.537                 |
| 2008 | 5,136,920  | 23,4%     |                    | 77.472                 |
| 2009 | 5,644,572  | 9,9%      |                    | 84.588                 |